# Macarena Olona
Macarena Olona Choclán (Alicante, 14 de maio de 1979) é uma política e advogada de Espanha. Foi deputada no Parlamento da Andaluzia, desempenhando o cargo de porta-voz adjunta do grupo parlamentar do Vox. Desempenhou a função de Secretária Nacional Adjunta do partido para as Relações com o Congresso, tendo sido a responsável por vincular as iniciativas do Grupo Parlamentar do VOX no Congresso e no Senado com as decisões do partido. Foi deputada no Congresso dos Deputados, na XIII e XIV legislatura.
Em 31 de maio de 2023, voltou à política para disputar as eleições gerais de 2023 com a criação de um novo partido político denominado Caminhando Juntos.

## Biografia
Formou-se em Direito com uma distinção extraordinária pela Universidade de Alicante em 2003 e ingressou no Corpo de Advogados do Estado em 2009. Entre 2013 e 2017 foi Advogada Chefe de Estado no País Basco. Acabou destituída pelo Governo de Mariano Rajoy do seu cargo e, transferida para ser secretária-geral da Mercasa em agosto de 2017. No ano seguinte, testemunhou perante o Tribunal Nacional no âmbito do referido inquérito, ajudando assim a esclarecer o Caso Mercasa que envolveu Partido Popular e PSOE no pagamento de subornos de milhões de dólares e valores de custo de mais de 300% em contratos estrangeiros. Em fevereiro de 2018, ele recebeu o prêmio Hay Derecho pela sua luta contra a corrupção.
Nas eleições gerais da Espanha em abril de 2019, foi eleita deputada ao Congresso dos Deputados da XIII legislatura pelo distrito eleitoral de Granada. Foi expulsa do Conselho Permanente pela Presidente Meritxell Batet, após ocupar e recusar-se a deixar os assentos reservados aos Cidadãos e não respeitar a sua vez de falar. Foi acusada de racismo contra os ciganos num episódio na Comissão do Pacto contra a Violência de Género, em razão de argumentação contra o presidente da comissão, Beatriz Carrillo.
Foi designada como candidata à presidência da Junta de Andaluzia pelo Vox para as eleições para o Parlamento Andaluz a 19 de junho de 2022. No dia 1 de julho de 2022, renunciou ao seu mandato enquanto deputada no Congresso dos deputados para se focar apenas no Parlamento da Andaluzia, onde assumiu as funções de deputada e porta-voz do grupo parlamentar. A 4 de agosto de 2022 renunciou ao mandato de deputada no Parlamento da Andaluzia.